# Roslagsvägen

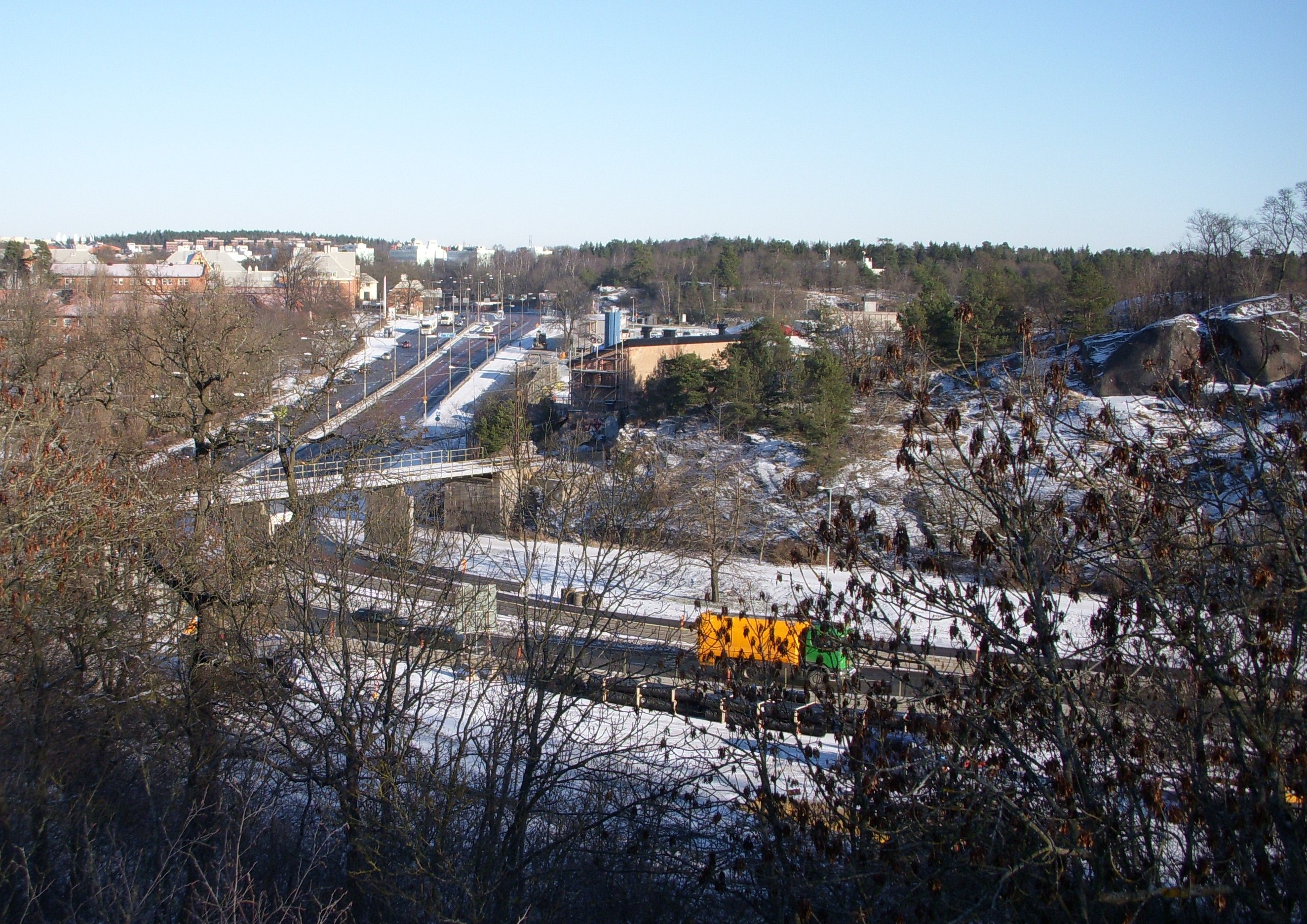
Roslagsvägen mot norr, februari 2009.

Roslagsvägen är en huvudvägförbindelse från Roslagstull i Stockholm mot Norrtälje. Roslagsvägen sträcker sig öster om Brunnsviken förbi Bellevueparken, Stockholms universitet, Naturhistoriska riksmuseet och Bergianska trädgården där den byter namn till Norrtäljevägen (E18).
Roslagsvägen är även namnet på flera vägsträckor längs den historiska huvudvägen i kommunerna Täby, Vallentuna och Österåker, inklusive Länsväg 276 genom Åkersberga. På denna sträcka ligger Åkersbergatunneln.

## Historik 1600- till 1800-talet

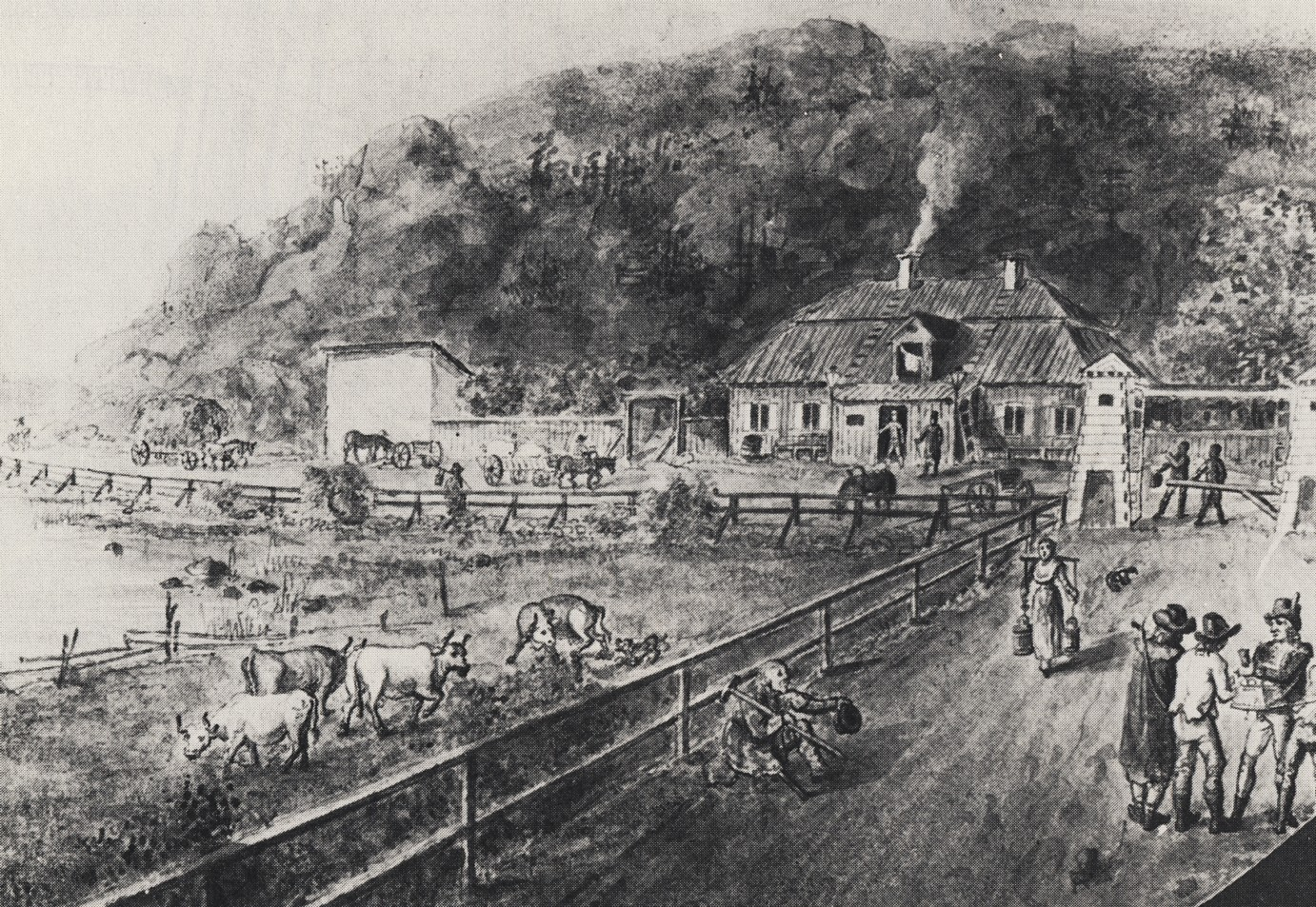
Roslagsvägen vid tullstationen på 1790-talet, t.v. Brunnsviken.

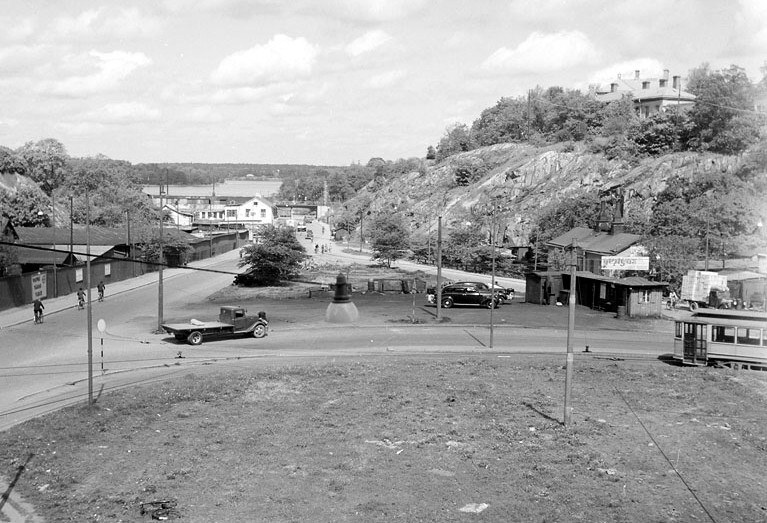
Roslagsvägen norrut vid Roslagsplan 1945, t.v. Bellevueparken.

Under sitt nuvarande namn fanns vägen omtalad redan på 1600-talet och som en färdväg till Roslagen och som väg till Grisslehamn, som var överfartsort till Åland, hade den redan på medeltiden betydelse.  
Sedan år 1667 fanns på Stockholms norra sida bredvid Norrtull även en särskild Roslagstull som låg något längre söderut än dagens. Vägen mot Stockholms centrum gick via Regeringsgatan, som var vid sidan om Drottninggatan den andra huvudvägen från och till landskapen norr om staden. Från Roslagstull fortsatte vägen som en backig och besvärlig vägsträcka ut mot trakten av den senare Skogshögskolan, vid dagens Frescati. Omkring sekelskiftet 1700 flyttades vägen till ungefär samma sträckning som den har idag, dock smal och krokig och så var det under hela 1800-talet. 

## Historik 1900-talet och därefter
År 1907 utfördes en del förbättringar av vägen och mellan 1914 och 1920 permanentbelade man den. Den starkt ökande fordonstrafiken på 1920-talet gjorde det nödvändigt att bredda och räta ut vägen. På 1930-talet tillkom järnvägsviadukter för Värtabanan och Roslagsbanan och 1935 började man bygga en fast bro över Ålkistan med en segelfri höjd av 8 meter. 
Den stora ombyggnaden av Roslagsvägen kom igång 1936, vägsträckan mellan Ålkistan och Bergianska trädgården kom till mellan 1936 och 1937 och utfördes med en 13,5 meter bred körbana utan mittremsa, men med gång- och cykelvägar på båda sidor. Utbyggnaden in mot staden fortsatte 1938-39 med två 7,25 meter breda enkelriktade körbanor och en mittremsa med 1,0 meters bredd. Sista etappen till Roslagstull utfördes under andra världskriget och blev klar 1945. 1947 fick cirkulationsplatsen Roslagstull sitt nuvarande namn, innan dess hette den Roslagsplan.
Under 1960- och 1970-talen genomfördes olika ändringar av vägen; breddning till sex körfält (1965), planskild korsning vid Frescati (1970) samt breddning av bron över Ålkistan (1972). De nu pågående (2009) arbeten för Norra länken berör Roslagsvägen inte nämnvärt. Två tunnelrör förs under vägen mellan Bellevueparken och Albanova med en framtida koppling till Roslagstull.